# Canton des Landes des Graves
Le canton des Landes des Graves est une circonscription électorale française du département de la Gironde.

## Histoire
Un nouveau découpage territorial de la Gironde entre en vigueur à l'occasion des premières élections départementales suivant le décret du 20 février 2014. Les conseillers départementaux sont, à compter de ces élections, élus au scrutin majoritaire binominal mixte. Les électeurs de chaque canton élisent au Conseil départemental, nouvelle appellation du Conseil général, deux membres de sexe différent, qui se présentent en binôme de candidats. Les conseillers départementaux sont élus pour 6 ans au scrutin binominal majoritaire à deux tours, l'accès au second tour nécessitant 12,5 % des inscrits au 1er tour. En outre la totalité des conseillers départementaux est renouvelée. Ce nouveau mode de scrutin nécessite un redécoupage des cantons dont le nombre est divisé par deux avec arrondi à l'unité impaire supérieure si ce nombre n'est pas entier impair, assorti de conditions de seuils minimaux. Dans la Gironde, le nombre de cantons passe ainsi de 63 à 33.
Le canton des Landes des Graves est formé de communes des anciens cantons de Podensac (13 communes), de Saint-Symphorien (7 communes) et de Belin-Béliet (5 communes). Avec ce redécoupage administratif, le territoire du canton s'affranchit des limites d'arrondissements, avec 20 communes incluses dans l'arrondissement de Langon et 5 dans l'arrondissement d'Arcachon. Le bureau centralisateur est situé à Salles.

## Représentation
| Période élective | Période élective | Mandat | Mandat   | Identité        | Nuance | Nuance | Qualité |
| ---------------- | ---------------- | ------ | -------- | --------------- | ------ | ------ | --- |
| 2015             | 2021             | 2015   | 2021     | Hervé Gillé     |        | PS     | Ancien conseiller général du canton de Podensac Sénateur depuis août 2019                                                                                                   |
| 2015             | 2021             | 2015   | 2021     | Sophie Piquemal |        | PS     | Entrepreneure de l'économie sociale et solidaire, conseillère municipale du Barp depuis 2020                                                                                |
| 2021             | 2028             | 2021   | en cours | Hervé Gillé     |        | PS     | Sénateur |
| 2021             | 2028             | 2021   | en cours | Sophie Piquemal |        | PS     | Entrepreneure de l'économie sociale et solidaire, conseillère municipale du Barp 10ème Vice-Présidente (urgence sociale, habitat, insertion, économie sociale et solidaire) |

### Résultats détaillés

#### Élections de mars 2015
À l'issue du 1er tour des élections départementales de 2015, trois binômes sont en ballottage : Hervé Gillé et Sophie Piquemal (Union de la Gauche, 32,39 %), Edwige Diaz et Jean-Claude Saunier (FN, 29,56 %) et Dominique Clavier et Christiane Dornon (Union de la Droite, 28,89 %). Le taux de participation est de 52 % (15 908 votants sur 30 590 inscrits) contre 50,54 % au niveau départemental et 50,17 % au niveau national.
Au second tour, Hervé Gillé et Sophie Piquemal (Union de la Gauche) sont élus avec 41,12 % des suffrages exprimés et un taux de participation de 53,48 % (6 426 voix pour 16 359 votants et 30 590 inscrits).

#### Élections de juin 2021
Le premier tour des élections départementales de 2021 est marqué par un très faible taux de participation (33,26 % au niveau national). Dans le canton des Landes des Graves, ce taux de participation est de 33,03 % (11 253 votants sur 34 068 inscrits) contre 33,41 % au niveau départemental. À l'issue de ce premier tour, deux binômes sont en ballottage : Hervé Gillé et Sophie Piquemal (PS, 32,95 %) et Martine Duprat et Jean-Claude Saunier (RN, 26,11 %).
Le second tour des élections est marqué une nouvelle fois par une abstention massive équivalente au premier tour. Les taux de participation sont de 34,36 % au niveau national, 33,6 % dans le département et 33,89 % dans le canton des Landes des Graves. Hervé Gillé et Sophie Piquemal (PS) sont élus avec 66,87 % des suffrages exprimés (7 162 voix pour 11 547 votants et 34 069 inscrits),,.

## Composition
Le canton des Landes des Graves comprend vingt-cinq communes entières.
| Nom                            | Code Insee | Intercommunalité       | Superficie (km2) | Population (dernière pop. légale) | Densité (hab./km2) | Modifier                                    |
| ------------------------------ | ---------- | ---------------------- | ---------------- | --------------------------------- | ------------------ | ------------------------------------------- |
| Salles (bureau centralisateur) | 33498      | CC du Val de l'Eyre    | 137,98           | 8 128 (2022)                      | 59                 | modifier les données · modifier les données |
| Arbanats                       | 33007      | CC Convergence Garonne | 7,60             | 1 355 (2022)                      | 178                | modifier les données · modifier les données |
| Balizac                        | 33026      | CC du Sud Gironde      | 41,78            | 520 (2022)                        | 12                 | modifier les données · modifier les données |
| Le Barp                        | 33029      | CC du Val de l'Eyre    | 107,32           | 5 713 (2022)                      | 53                 | modifier les données · modifier les données |
| Barsac                         | 33030      | CC Convergence Garonne | 14,48            | 2 061 (2022)                      | 142                | modifier les données · modifier les données |
| Belin-Béliet                   | 33042      | CC du Val de l'Eyre    | 156,03           | 6 205 (2022)                      | 40                 | modifier les données · modifier les données |
| Budos                          | 33076      | CC Convergence Garonne | 21,10            | 826 (2022)                        | 39                 | modifier les données · modifier les données |
| Cérons                         | 33120      | CC Convergence Garonne | 7,83             | 2 131 (2022)                      | 272                | modifier les données · modifier les données |
| Guillos                        | 33197      | CC Convergence Garonne | 22,67            | 454 (2022)                        | 20                 | modifier les données · modifier les données |
| Hostens                        | 33202      | CC du Sud Gironde      | 57,64            | 1 530 (2022)                      | 27                 | modifier les données · modifier les données |
| Illats                         | 33205      | CC Convergence Garonne | 29,24            | 1 403 (2022)                      | 48                 | modifier les données · modifier les données |
| Landiras                       | 33225      | CC Convergence Garonne | 59,75            | 2 245 (2022)                      | 38                 | modifier les données · modifier les données |
| Louchats                       | 33251      | CC du Sud Gironde      | 39,24            | 697 (2022)                        | 18                 | modifier les données · modifier les données |
| Lugos                          | 33260      | CC du Val de l'Eyre    | 62,14            | 1 137 (2022)                      | 18                 | modifier les données · modifier les données |
| Origne                         | 33310      | CC du Sud Gironde      | 27,19            | 188 (2022)                        | 6,9                | modifier les données · modifier les données |
| Podensac                       | 33327      | CC Convergence Garonne | 8,34             | 3 300 (2022)                      | 396                | modifier les données · modifier les données |
| Portets                        | 33334      | CC Convergence Garonne | 15,49            | 2 638 (2022)                      | 170                | modifier les données · modifier les données |
| Preignac                       | 33337      | CC Convergence Garonne | 13,26            | 2 140 (2022)                      | 161                | modifier les données · modifier les données |
| Pujols-sur-Ciron               | 33343      | CC Convergence Garonne | 7,53             | 924 (2022)                        | 123                | modifier les données · modifier les données |
| Saint-Léger-de-Balson          | 33429      | CC du Sud Gironde      | 38,04            | 316 (2022)                        | 8,3                | modifier les données · modifier les données |
| Saint-Magne                    | 33436      | CC du Val de l'Eyre    | 82,66            | 1 235 (2022)                      | 15                 | modifier les données · modifier les données |
| Saint-Michel-de-Rieufret       | 33452      | CC Convergence Garonne | 18,94            | 879 (2022)                        | 46                 | modifier les données · modifier les données |
| Saint-Symphorien               | 33484      | CC du Sud Gironde      | 106,29           | 1 825 (2022)                      | 17                 | modifier les données · modifier les données |
| Le Tuzan                       | 33536      | CC du Sud Gironde      | 18,00            | 257 (2022)                        | 14                 | modifier les données · modifier les données |
| Virelade                       | 33552      | CC Convergence Garonne | 13,41            | 1 120 (2022)                      | 84                 | modifier les données · modifier les données |
| Canton des Landes des Graves   | 3315       |                        | 1 113,95         | 49 227 (2022)                     | 44                 | modifier les données                        |

## Démographie
En 2022, le canton comptait 49 227 habitants, en évolution de +7,61 % par rapport à 2016 (Gironde : +6,91 %, France hors Mayotte : +2,11 %).
| 2013   | 2018   | 2022   |
| ------ | ------ | ------ |
| 43 641 | 46 677 | 49 227 |